# Deutsche Rohstoff
Die Deutsche Rohstoff AG (DRAG) ist eine deutsche, börsennotierte Holdinggesellschaft für Rohstoff- und Bergbauunternehmen mit Sitz in Mannheim. Die Öl- & Gasproduktion in den Vereinigten Staaten stellt das Kerngeschäft dar. Die Deutsche Rohstoff betreibt und entwickelt Tochterunternehmen und Standorte in Deutschland, den Vereinigten Staaten und Australien.

## Geschäftstätigkeit
Die Aktiengesellschaft produzierte im Jahr 2022 täglich rund 9.600 Barrel Öl und Gas (Öläquivalent) und damit eine Jahresproduktion von 3,5 Mio. Barrel Öläquivalent. Die operative Tätigkeit verteilt sich über vier verschiedenen Tochterfirmen mit Sitz in Denver. Alle Gesellschaften sind im US-amerikanischen Onshore Öl- und Gasbereich tätig und produzieren auf Ölfeldern in Colorado, Wyoming und Utah.
Seit der Gründung ist die Gesellschaft auch im Metallbereich tätig. Der Fokus liegt hier auf Spezial- und Batteriemetallen wie Wolfram und Lithium. Im Bereich Wolfram besteht eine Minderheits-Beteiligung an der börsennotierten kanadischen Wolfram-Gesellschaft Almonty Industries. Im Bereich Lithium hat die Deutsche Rohstoff AG seit 2021 zwei Tochterunternehmen gegründet, die sich mit der Exploration von Lithium in Australien und der Verarbeitung von Lithium in Europa befassen.
Die Bilanzsumme der Gesellschaft belief sich zum 30. Juni 2023 auf 390 Mio. EUR. Der Konzernsitz befindet sich in Mannheim. Die Gesellschaft ist im Freiverkehr der Börse Frankfurt im Scalesegment notiert. Ein großer Teil der Aktien befindet sich in Streubesitz. Die Gesellschaft zählt rund 8.000 Aktionäre.

## Geschichte
Das Unternehmen wurde im März 2006 durch den Juristen Titus Gebel und den Wirtschaftswissenschaftler und ehemaligen Manager der Deutschen Börse Thomas Gutschlag gegründet.
Die Gründungsidee war es, eine neue deutsche Rohstoffgesellschaft zu gründen, die sowohl in Deutschland als auch international Rohstoffvorkommen entwickelt. Anfänglich wurden zahlreiche Projekte in Deutschland verfolgt und Tochterunternehmen gegründet, sowohl im Bereich Öl und Gas, als auch im Bereich Exploration von Metallen wie Zinn und Seltenen Erden im Erzgebirge.
Am 27. Mai 2010 erfolgte das Listing des Unternehmens an der Frankfurter Börse. Durch eine Kapitalerhöhung wurden 4,1 Mio. EUR akquiriert. Das Grundkapital stieg auf 4.353.620 EUR.
In den Jahren ab 2010 wurden auch erste Aktivitäten im Ausland initiiert. So erwarb die Gesellschaft in Australien zwei stillgelegte Minen im Bereich Wolfram und Gold. Beide Minen wurden ab 2010 und 2011 im Bundesstaat Queensland in Australien in Betrieb genommen und anschließend bis 2014 wieder veräußert.
Neben dem in den Jahren 2006 bis 2012 dominanten Bergbau begann die Gesellschaft parallel das Öl- & Gasgeschäft aufzunehmen. Zunächst 2007 mit Gründung der Rhein Petroleum GmbH mit Sitz in Heidelberg, später auch in den USA mit Gründung einer Tochtergesellschaft im Jahr 2011. Während die Anteile an der Rhein Petroleum im Laufe der Zeit erfolgreich veräußert werden konnte, stellte sich das US Öl- & Gasgeschäft ab 2012 immer mehr als der wesentliche Treiber der Konzernentwicklung dar.
Im Jahr 2013 begab die Deutsche Rohstoff AG erstmals eine Unternehmensanleihe, um neben der Eigenkapitalfinanzierung auch Fremdkapital für die kapitalintensiven US-amerikanischen Öl- & Gasvorkommen aufzunehmen. Mit den Mitteln aus der Anleihe konnten so Flächen im DJ Basin in Colorado, erfolgreich entwickelt werden. Zeitgleich stieg der Ölpreis bis Mitte 2014 auf sehr hohe Niveaus und der Deutsche Rohstoff gelang es, die wesentlichen Flächen in den USA für 200 Mio. USD zu veräußern. Mit dem Verkauf wurde auch die Finanzlage des Unternehmens deutlich verbessert und die Grundlage für die weitere systematische Erschließung des Öl- und Gassektors in den USA gelegt, im Jahr 2014 zunächst mit zwei Tochterfirmen und ab 2016 und 2018 dann mit zwei weiteren Töchtern.
Die Gesellschaft wird durch einen zweiköpfigen Vorstand geleitet. Zum 31. Dezember 2014 legte der Mitgründer Titus Gebel sein Amt als Vorstand und CEO nieder. Thomas Gutschlag, der bisherige CFO, übernahm ab 1. Januar 2015 die Leitung der Gesellschaft. Der Vorstand wurde um Jörg Reichert ergänzt. Jörg Reichert wurde zum 1. Januar 2017 durch Jan-Philipp Weitz abgelöst. 2017 wurde der Unternehmenssitz von Heidelberg nach Mannheim verlegt. Zum 30. Juni 2022 übernahm Jan-Philipp Weitz die Rolle des CEO. Am 1. Oktober 2022 wurde Henning Döring als CFO bestellt.

### Frühe Jahre 2006–2015

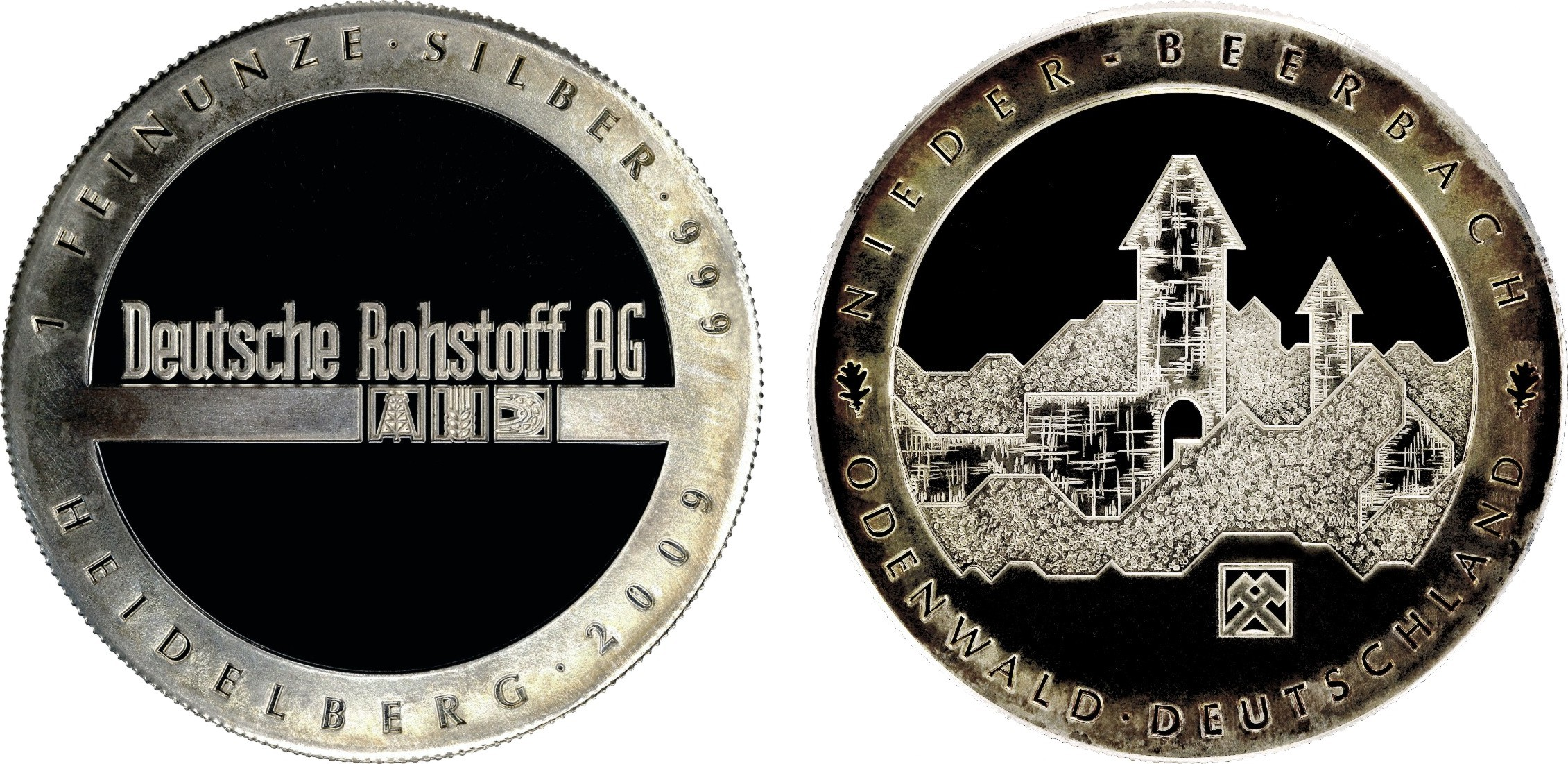
Im Rahmen eines Probebetriebs wurde im hessischen Nieder-Beerbach durch die Deutsche Rohstoff AG Silber gewonnen und 2009 zu einer Medaille verarbeitet (Auflage 250 Stück). Die Rückseite zeigt stilisiert die Burg Frankenstein (Odenwald).

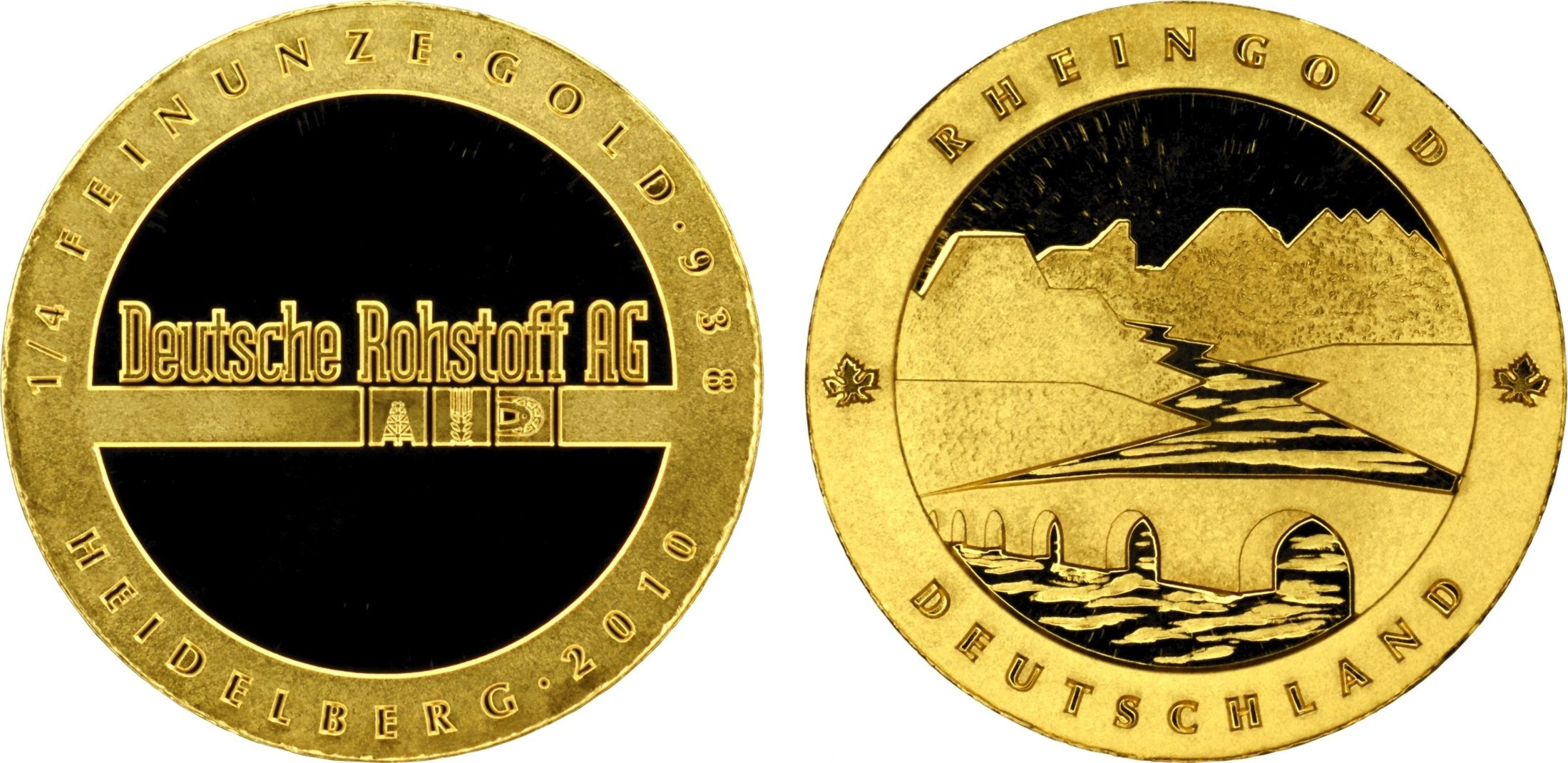
Die 2010 entstandene Medaille aus Rheingold (Auflage 150 Stück). Auf der Rückseite wird stilisiert der aus den Alpen kommende Rhein dargestellt.

Das gezeichnete Kapital betrug bei Gründung 250.000 EUR. In den Jahren 2006 und 2007 erfolgte eine Erhöhung auf 645.000 EUR.
2007 erfolgte die Gründung des Tochterunternehmens Rhein Petroleum GmbH gemeinsam mit der Herzford International sowie der Activa Resources sowie die Beteiligung mit 17,4 % an der kanadischen Aurora Resources Inc. Rhein Petroleum erwarb Erkundungsgenehmigungen für Erdöl und Erdgas im Rheintal und in Bayern.
Das Unternehmen erwarb unter anderem Erkundungsgenehmigungen in Storkwitz (für Seltenerdenvorkommen) sowie Geyer (für Zinn) und Gottesberg (für Zinn und Kupfer). Im Jahr 2008 erhöhte sich das gezeichnete Kapital auf 806.250 EUR durch den Einstieg von BASF Venture Capital. Die Deutsche Rohstoff AG übernahm alle Anteile an der Rhein Petroleum von der Activa Resources und einen Teil der Anteile der Herzford International, sodass sich ihr Anteil auf 80 % erhöhte. Der Anteil an Aurora Resources Inc wurde auf 19 % erhöht. Im folgenden Jahr erfolgte die Umbenennung in Devonian Metals Inc und der Unternehmensanteil wurde auf 46,23 % aufgestockt. Die übrigen Anteile verteilten sich auf Investoren aus Kanada und Deutschland.
Im Jahr 2009 stieg das gezeichnete Kapital auf 897.259 EUR. In Australien wurde die Deutsche Rohstoff Australia Pty Ltd gegründet. Das Unternehmen übernahm vom australischen Unternehmen Plentex Ltd mehrere Abbau- und Erkundungsgenehmigungen. Im Herbst 2010 wurde durch die Deutsche Rohstoff Australia die Goldmine Georgetown in Nord-Queensland entwickelt. Die Goldproduktion begann am 11. Januar 2011 mit dem Guss des ersten Goldbarrens. Ende 2011 wurde die Produktion wieder eingestellt. Im Herbst 2012 erfolgte der Verkauf der Gesellschaft an JKO Mining.
Im Rahmen eines Versuchsbetriebes erfolgte die Gewinnung von Silber aus einem Steinbruch in Hessen sowie Flussgold aus Kieswerken entlang des Rheins. Aus den gewonnenen Metallen wurden 2009 und 2010 die ersten Medaillen der Deutschen Rohstoff AG geprägt.
Im Januar 2011 erwarb die Tulip Oil Holding den 20%-Anteil der Herzford International und einen 55%-Anteil von der Deutschen Rohstoff an der Rhein Petroleum.
Im Januar 2011 wurde die Deutsche Rohstoff AG erstmals im US-amerikanischen Öl- und Gasbereich aktiv. Es erfolgte die Gründung der Tekton Energy LLC. Die Beteiligung der Deutschen Rohstoff an diesem Öl- und Gasförderunternehmen betrug anfänglich 57 %. Die Amerikaner Jerry Sommer und Earl Norris besaßen die übrigen Anteile. Im Mai 2011 wurde für 7 Mio. AUD die Wolfram Camp Mining Pty Ltd erworben. Das Unternehmen hielt einen Anteil von 85 % an der seit 2008 stillgelegten Wolfram-Molybdän-Mine „Wolfram Camp“. Mit dem Kauf der Tropical Metals Pty Ltd im Rahmen einer Sacheinlage erwarb die Deutsche Rohstoff AG die Rechte an dem Wolfram-Vorkommen Bamford Hill sowie die restlichen 15 % an Wolfram Camp.
Im Juli 2011 wurden die Erkundungslizenzen auf Zinn für die Gebiete Geyer und Gottesberg in das neu gegründete Unternehmen Sachsenzinn GmbH eingebracht. Im September 2011 gründete die Deutsche Rohstoff zusammen mit dem australischen Unternehmen Helmsec Global Capital Limited die Tin International Pty Ltd Die Deutsche Rohstoff hatte einen Anteil von 68 %. Die Sachsenzinn GmbH wurde als Tochterunternehmen an die Tin International übertragen. Im November 2011 wurde das Unternehmen Seltenerden Storkwitz AG mit einem Anteil von 63 % von der Deutsche Rohstoff gegründet. In dieses Unternehmen wurde die Erkundungsgenehmigung für das Seltenerdengebiet Storkwitz bei Delitzsch eingebracht.
Die Tekton Energy begann im April 2012 mit der Förderung von Öl im Hydraulic-Fracturing-Verfahren. Im Frühjahr 2012 begann außerdem der Erzabbau im Tagebau Wolfram Camp.
Im September 2012 übernahm die Tulip Oil Holding weitere 15 % an der Rhein Petroleum GmbH. Die Sachsenzinn begann im Jahr 2012 mit der Erkundung und Klassifizierung der Zinnlagerstätten im Erzgebirge. Im gleichen Jahr begannen die Erkundungen der Seltenerden Storkwitz AG.
Im Februar 2013 erhielt das Unternehmen die Erkundungsgenehmigung für ein Zinnvorkommen in der Nähe des sächsischen Sadisdorf. Im August 2013 begannen durch die Rhein Petroleum erste Probebohrungen auf Erdöl bei Crumstadt im ehemaligen Ölfeld „Stockstadt“.
Im März 2014 wurden die wichtigsten Vermögenswerte der Tekton Energy verkauft. Das Management Team und die Deutsche Rohstoff AG gründeten in der Folge die Cub Creek Energy. Aus dem Rest des Unternehmens Tekton Energy wird die Elster Oil & Gas. Im Juni 2014 wurde Wolfram Camp Mining an den Wolframproduzenten Almonty Industries verkauft, die Deutsche Rohstoff AG erhielt im Gegenzug einen Anteil von 25 % an diesem Unternehmen.
Im Januar 2015 werden 15 % am australischen Erkundungsunternehmen Hammer Metals erworben und im Juni des Jahres wird in den Vereinigten Staaten die Salt Creek Oil & Gas gegründet.

## Unternehmensdaten
| Jahr                         | 2012 | 2013  | 2014  | 2015  | 2016  | 2017  | 2018  | 2019  | 2020  | 2021  | 2022  |
| ---------------------------- | ---- | ----- | ----- | ----- | ----- | ----- | ----- | ----- | ----- | ----- | ----- |
| Umsatzerlöse                 | 3,1  | 17,8  | 22,9  | 1,9   | 9,2   | 53,7  | 109,1 | 41,2  | 38,7  | 73,3  | 165,4 |
| EBITDA                       | 2,3  | 1,9   | 113,8 | 4,9   | 6,4   | 36,1  | 97,9  | 22,7  | 23,9  | 66,1  | 139,1 |
| Jahresüberschuss/-fehlbetrag | 2,3  | −7,7  | 54,0  | 0,5   | 0,1   | 7,7   | 17,9  | 0,2   | −16,1 | 26,4  | 66,2  |
| Bilanzsumme                  | 63,5 | 131,5 | 134,7 | 128,1 | 193,5 | 213,6 | 224,8 | 278,9 | 206,7 | 265,0 | 350,3 |

## Aktionärsstruktur
Das Grundkapital der Deutsche Rohstoff AG belief sich zum 31. Dezember 2022 auf 5.003.081 EUR.
- 47 % Privatpersonen mit <10.000 Aktien
- 27 % Juristische Personen
- 17 % Privatpersonen mit >10.000 Aktien
- 9 % Management

## Tochterunternehmen zum 31. Dezember 2023
| Unternehmen              | Höhe der Beteiligung | Sitz        | Bemerkung |
| ------------------------ | -------------------- | ----------- | --- |
| Elster Oil & Gas LLC     | 93,00%               | USA         | Elster Oil & Gas war auch im Jahr 2022 ausschließlich im Bereich der Produktion von Erdöl im Denver-Julesberg Basin in Colorado tätig. Elster Oil & Gas ist als Nicht-Betriebsführer (sog. „Non-Op“) lediglich an Erdöl-Bohrungen anderer Unternehmen beteiligt. |
| Cub Creek Energy LLC     | 97,67%               | USA         | Die Gesellschaft Cub Creek Energy produzierte im Jahr 2022 neben dem Denver-Julesberg Basin in Colorado auch im Powder River Basin in Wyoming auf zugekauften Flächen. Anfang 2023 hat Cub Creek Energy erstmals auch als Betriebsführer mit eigenständigen Erdöl-Bohrungen in Wyoming begonnen. |
| Salt Creek Oil & Gas LLC | 100,00%              | USA         | Salt Creek Oil & Gas hat 2022 seine Beteiligungen als „Non-Op“ an Erdöl-Bohrungen anderer Unternehmen signifikant ausgebaut. Neben den hinzugekauften Flächen von Bright Rock Energy erfolgte dies im Rahmen von zwei Joint Ventures mit Occidential Petroleum in Wyoming. Die verbliebenen Flächen in North Dakota verkaufte Salt Creek dagegen im Berichtsjahr. |
| Bright Rock Energy LLC   | 98,49%               | USA         | Bright Rock Energy hatte in den Jahren 2018 bis 2021 Flächen im Uinta Basin in Utah in den USA, erworben und beteiligte sich als „Non-Op“ an Erdöl-Bohrungen anderer Unternehmen. Mitte 2022 wurden diese „Non-Op“-Aktivitäten an die Schwestergesellschaft Salt Creek Oil & Gas verkauft. Im Jahr 2020 hat Bright Rock Energy darüber hinaus Flächen im Powder River Basin in Wyoming erworben. Im Oktober 2021 brachte die Gesellschaft eine erste Bohrung als Betriebsführer auf diesen Flächen nieder. |
| Almonty Industries Inc.  | 14,20%               | Kanada      | Die auf den Wolfram-Bergbau spezialisierte Beteiligung Almonty Industries hat im Jahr 2022 die Mine Panasqueira in Portugal betrieben und entwickelt darüber hinaus weitere Wolfram-Projekte. Das größte Projekt der Gesellschaft, die Sangdong-Mine in Südkorea, soll im Sommer 2025 die Produktion aufnehmen. |
| Ceritech AG              | 72,46%               | Deutschland | Die Ceritech AG wird seit der Einführung der Aktien in den Freiverkehr der Börse Düsseldorf als „Börsenmantel“ gehalten, mit der Absicht eigenes oder ein fremdes Geschäft in die Gesellschaft einzubringen. |
| Prime Lithium AG         | 88,00%               | Deutschland | Die Prime Lithium AG betreibt ein Entwicklungsprojekt zur Verarbeitung von Lithiumvorprodukten zu hochreinen Lithiumerzeugnissen am Standort Stade. Vorstandsvorsitzender ist der ehemalige Lanxess-Vorstandsvorsitzende Axel C. Heitmann, der 12% der Anteile hält. |
| Suomi Exploration Oy     | 100,00%              | Finnland    | Die im Vorjahr gegründete Suomi Exploration Oy aus Finnland, verfolgt ein Frühphasenprojekt im Bereich der Exploration von Metallen in Finnland. |